# Heaven (chanson de D mol)
Pour les articles homonymes, voir Heaven.
Chansons représentant le Monténégro au Concours Eurovision de la chanson
Inje de Vanja Radovanović
(2018) Breathe de Vladana Vučinić
(2022)
Heaven (en français :  Paradis) est une chanson du groupe monténégrin D mol. 
Elle représente le Monténégro au Concours Eurovision de la chanson 2019 qui se déroule à Tel-Aviv en Israël. 

## Présentation
D'une durée de 2 minutes et 54 secondes, la chanson est écrite par Aleksandar Miličić et est composée par Dejan Božović. 

## Concours Eurovision de la chanson

### Sélection
Le 28 octobre 2018, le diffuseur monténégrin Radio i Televizija Crne Gore (RTCG) annonce se servir à nouveau de sa sélection nationale télévisée Montevizija pour sélectionner sa candidature à l'Eurovision 2019 et ouvre la période durant laquelle les artistes peuvent proposer des chansons,. Au terme de cette période, RTCG annonce avoir reçu 27 candidatures,. Un groupe d'experts sélectionne ensuite 5 chansons (parmi lesquelles Heaven) pour la finale en se basant sur trois critères : la composition, les paroles et le potentiel de production de la composition. Lors de la finale de Montevizija 2019 qui a lieu le 9 février 2019, Heaven est interprétée en 1ère position dans l'ordre de passage. Elle se qualifie pour le second tour face à Ivana Popovic-Martinovic et sa chanson Nevonist et remporte le second tour et la finale avec 62,1% des voix. Elle est ainsi sélectionnée pour représenter le Monténégro à l'Eurovision 2019.

### À l'Eurovision
Lors du tirage au sort des demi-finales qui a lieu le 28 janvier 2019, le Monténégro est placé dans la première demi-finale. D mol interprète donc sa chanson lors de la première demi-finale qui a lieu le 14 mai 2019.  Le groupe passe en deuxième position dans l’ordre de passage et échoue à se qualifier pour la finale, se classant à la 16ème place avec 46  points,.